# سولفات
سولفات یا سول فِیت (به انگلیسی: Sulfate) در شیمی معدنی، به گروهی از ترکیبات یونی از گوگرد گفته می‌شود. ریشه نام آن در انگلیسی بریتانیایی است که به معنی نمک (salt) اسید سولفوریک است.

## خواص شیمیایی
سولفات‌ها آنیون هستند و بنیان SO۴۲−دارند و جرم اتمی این بنیان ۹۶٫۰۶ daltons;این بدین معنی است که هر بنیان از چهار اتم اکسیژن و یک اتم گوگرد تشکیل شده که در مجموع دو الکترون اضافه دارند.

## کاربردها
- سنگ گچ، فرم معدنی طبیعی کلسیم سولفات هیدراته، برای تولید گچ استفاده می‌شود. حدود ۱۰۰ میلیون تن گچ در سال در صنعت ساختمان استفاده می‌شود.
- مس(II) سولفات، جلبک‌کش رایج، شکل پایدارترCuSO
4) برای سلول‌های گالوانیکی به عنوان الکترولیت استفاده می‌شود.
- آهن(II) سولفات، شکل رایج آهن در مکمل‌های معدنی برای انسان، حیوانات و خاک برای گیاهان است.
- منیزیم سولفات در حمام‌های درمانی استفاده می‌شود.
- سرب(II) سولفات که در هر دو صفحه در هنگام تخلیه باتری اسید-سرب تولید می‌شود.
- سدیم لورت سولفات یا SLES، یک شوینده رایج در فرمولاسیون شامپو است.
- پلی هالیت، به عنوان کود استفاده می‌شود.

## ترکیبات دیگر گوگرد
| فرمول مولکولی | نام               |
| ------------- | ----------------- |
| SO52−         | Peroxomonosulfate |
| SO42−         | سولفات            |
| SO32−         | سولفیت            |
| S2O82−        | Peroxodisulfate   |
| S2O72−        | Pyrosulfate       |
| S2O62−        | دیتیونات          |
| S2O52−        | دی‌سولفیت          |
| S2O42−        | Dithionite        |
| S2O32−        | تیوسولفات         |
| S4O62−        | Tetrathionate     |